# خلافت فاطمیان
خلافت فاطمی سلسله‌ای بود که از سال ۹۰۹ میلادی (۲۹۷ ه‍.ق) تا سال ۱۱۷۱ میلادی (۵۶۷ ه‍.ق) بر بخش بزرگی از شمال آفریقا و جنوب غربی آسیا حکومت کرد. خلفای فاطمی امامان شیعه اسماعیلی نیز به حساب می‌آمدند و نام خود را از نام فاطمه زهرا، دختر محمد، پیامبر اسلام، گرفته بودند.
فاطمی‌ها به گسترش علم، هنر و بازرگانی علاقهٔ فراوان نشان می‌دادند. قاهره، پایتخت کشور امروزی مصر، توسط فاطمی‌ها بنیان‌گذاری شد. خلافت آن‌ها یعنی بخش اولیه تاریخ اسماعیلی، تقریباً از ابتدای اسلام تا قرن یازدهم را در بر می‌گیرد. نخستین خلیفه فاطمی عبیدالله المهدی و سه خلیفه فاطمی دیگر، یعنی القائم، المنصور و معز لدین‌الله نام داشتند.
خلافت فاطمی در سال ۹۰۹م در شمال آفریقا بنیان نهاده شد و به زودی به سیسیل، مصر، فلسطین و سوریه گسترش یافت و در دوران حکومت هشتمین خلیفهٔ فاطمی، معاذ مستنصر به اوج قدرت و شکوه خود رسید.
دعوت خلفای فاطمی در سرزمین ایران در عهد سامانیان و غزنویان آغاز شد، اما در واقع به‌وسیلهٔ ناصر خسرو قبادیانی، شاعر خراسانی و مقارن با اوایل دوران سلجوقیان این دعوت تا حدی به ثمر رسید. در ادامه با آن که خلفای مصر در جلب آل بویه سعی فراوانی کردند، اما در این زمینه توفیقی به دست نیاوردند. چنان‌که عضدالدوله دیلمی در اواخر عمرش همچنان در صدد تسخیر مصر و برانداختن خلافت فاطمی بود که پیش از آن درگذشت.
با وجود این، سال‌ها پس از مرگ عضدالدوله، یک سردار ایرانی خلیفه عباسی، به نام ارسلان بساسیری به اشاره و تحریک المستنصر، خلیفه فاطمی، علیه عباسیان شورید و بغداد را متصرف شد که در پی آن خلیفه القائم بامرالله را از آن جا بیرون کرد و سپس خطبه به نام امام فاطمی خواند. در آن احوال، خلافت عباسیان در معرض انقراض قرار گرفت اما با ظهور طغرل بیک سلجوقی و ورود او به بغداد در سال ۱۰۵۹ میلادی خلافت عباسیان از خطر سقوط حتمی نجات پیدا کرد. از آن پس، جلوگیری از نشر دعوت فاطمی و نابود کردن قلعه الموت و اهتمام در تعقیب اسماعیلیه، برای سلجوقیان ایران، سلجوقیان شام، سلجوقیان روم یک تکلیف و تعهد شد که تا پایان آن عصر نیز ادامه داشت.

## دولت فاطمی در مصر

### شکل‌گیری حکومت
از سال‌های اول حکومت در شمال آفریقا، فاطمیان قصد تصرف مصر را داشتند. مهدی بالله در سال ۳۰۱ و ۳۰۷ هجری قمری به مصر حمله کرد اما موفق نشد آن را به دست آورد. دربارهٔ اوضاع آشفته اجتماعی مصر در اواخر عصر اخشیدی به افزایش فعالیت داعیان فاطمی اشاره شده است؛ پس از مرگ کافور اخشیدی، وزیر جعفر بن فرات حکومت را به دست گرفت و در همین هنگام با کاهش آب نیل و گرانی اجناس عده‌ای از مصریان به المعز فاطمی نامه نوشتند و خواستار ورود او به مصر شدند. اما به نظر طاهری ناصری دلیلی مهم‌تر وجود داشته است؛ که می‌توان به تحرکات ناوگان روم شرقی در آب‌های شمال آفریقا و نگرانی خلیفه از توطئه امویان اندلس اشاره کرد. در سال ۳۰۱ هجری ابوالقاسم، ولیعهد فاطمیان و فرزند عبدالله به مصر حمله کرد و اسکندریه، فیوم و بخش‌هایی از صعید مصر را به تصرف خود درآورد اما با ورود نیروهای مونس خادم، فرمانده ترک عباسی به مصر، سپاه فاطمی عقب‌نشینی کرد. در این مدت لشکرکشی‌های بسیاری به مصر شد که نتیجه‌ای در برنداشت، در آخرین نبردی که در سال ۳۵۸ هجری اتفاق افتاد، سپاهی تشکیل‌شده از قبایل بربر و اسلاو به فرماندهی جوهر سیسیلی راهی مصر شد. او مصر را فتح کرد. جوهر سیسیلی به دستور خلیفه فاطمی ابتدا شهر فعلی قاهره را در شمال شرقی فسطاط ساخت و سپس محله‌هایی برای اسکان قبایل و طایفه‌ها که سپاه و لشکر فاطمی را تشکیل می‌دادند بنا کرد. نام عباسیان را از منابر مصر انداخت و اسم آن‌ها را از سکه‌ها حذف کرد. وی دارالضرب فسطاط را ایجاد کرد و سکهٔ سرخ به نام المعز ضرب کرد.

### خلفای فاطمی

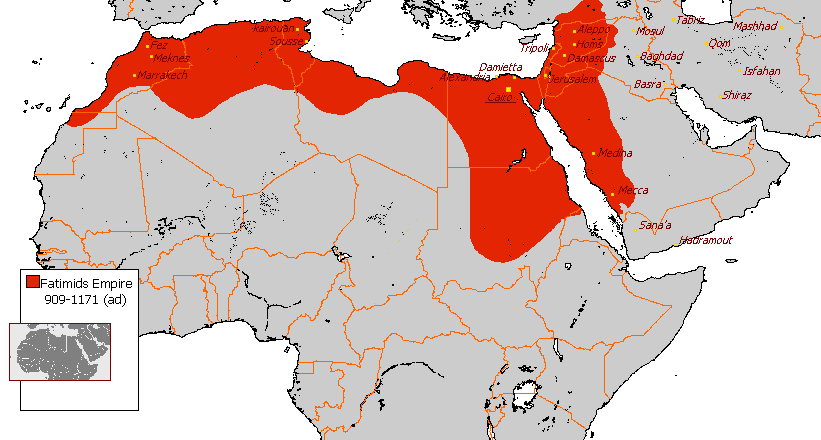
بیشترین گستره سرزمین فاطمیان

در ۶ شعبان سال ۳۶۲ هجری المعز لدین الله به مصر رفت و در رمضان سال ۳۶۲ هجری در قصر مصر مستقر شد. وی به گسترش اسماعیلیه در مصر پرداخت. المعز ابتدا پسرش عبدالله را به جانشینی خود برگزید اما وی درگذشت و خلیفه، نزار را ولیعهد خود معرفی کرد. ابومنصور نزار العزیزبالله در ۲۱ سالگی به خلافت رسید و تا سال ۳۸۶ هجری حکومت کرد؛ در زمان او سرزمین‌های مختلف از جمله شام، یمن، حجاز و سرزمین‌های واقع میان اقیانوس اطلس به قلمرو فاطمیان اضافه شد. نزار همانند پدرش به یاری جوهر و قاضی نعمان عقاید اسماعیلیه را گسترش داد و سلطه فاطمی‌ها را به اوج خود رساند. پس از او الب‌تکین فرمانده ترک به دمشق حمله کرد و نام خلیفه فاطمی را از خطبه حذف کرد و به نام خلیفه عباسی خطبه خواند. العزیزبالله به مدت ۲ سال با وی درگیر بود تا موفق شد فاطمیان را دوباره بر شام مسلط کند؛ در دورهٔ او برای نخستین بار مصریان سوگوار عاشورا شدند و این مراسم تا پایان عصر فاطمیان پابرجا بود.
در سال ۴۰۷ هجری / ۱۰۱۶ میلادی بود که ابن بادیس زیری در آفریقیه اسماعیلیان را قتل‌عام کرد و نام فاطمیان را نیز از خطبه انداخت.
الحاکم بامرالله فرزند العزیز، ششمین خلیفه بود؛ در دوران او دارالحکمه یا دارالعلم‌هایی ایجاد شد. این کانون بزرگ با بیت‌الحکمه مأمون مقایسه می‌شد و مرکز آثار و کتب اسماعیلی بود که با حملهٔ صلاح‌الدین به قاهره تمام آن‌ها سوزانده شده است. در زمان وی کیش اسماعیلی به سرعت گسترش یافت و داعیان در خارج از مرزهای حکومت مشغول گسترش عقاید اسماعیلی بودند، یکی از معروف‌ترین داعیان حمید الدین احمد بن عبدالله کرمانی بود که کتبی همچون «الریاض» و «راحه العق» را به رشته تحریر درآورده است. علی بن محمد صلیحی نیز شخصی بود که در ارتباط با قاهره سلسلهٔ اسماعیلی صلیحیون را بنیان نهاد و تا حدود یک قرن اقتدار خود را در مناطق بحرین، عمان و حضرموت حفظ کرد؛ آن‌ها همچنین نقش مهمی در گسترش عقاید اسماعیلیه در هند داشتند و موفق شدند بسیاری از اهالی گجرات را به کیش اسماعیلی درآورند و در قرون بعدی این شهر به پایگاه اصلی اسماعیلیان تبدیل گشت. الحاکم بامرالله در ۲۷ شوال سال ۴۱۱ هجری قمری فوت کرد.
در سال ۴۲۷ هجری معاذ مستنصر فرزند ۷ سالهٔ خانواده خلافت فاطمی به حکومت می‌رسد که ۶۰ سال به تخت نشست و تا سال ۴۸۷ هجری حکومت کرد. حکومت وی به ۲ دسته تقسیم می‌شود:
- دورهٔ اول از سال ۴۲۷ تا ۴۵۰ هجری قمری را شامل می‌شود که عصر اقتدار خلافت بوده است، امپراتوری فاطمی به بزرگ‌ترین حد خود رسیده و معیشت اجتماعی در بهترین وضع قرار داشته است.[۱۳]
- دورهٔ دوم از سال ۴۵۰ تا پایان عمر وی طول کشیده است که با عنوان عصر اقتدار وزارت نامیده می‌شود. در آن زمان خلیفه به علت بحران‌های اقتصادی مصر تمام ثروت و شکوه خود را از دست داد. عده‌ای معتقداند اقتدار وزیران با ورود بدرالجمالی به مصر در سال ۴۶۶ هجری قمری آغاز شد.[۱۴]

پس از مرگ وزیر ابوالقاسم علی بن احمد جرائی در سال ۴۲۷ هجری به دلیل کم سن بودن المستنصر مادرش امور را به دست گرفت. او به مغربی‌ها که بخش اعظم سپاه بودند توجه بیشتری نشان داد و این مسئله باعث نزاع بین مغربی‌ها و ترکان شد. در زمان وزارت ابوالفرج عبدالله بن محمد بابلی، وزیر فلسطینی المستنصر، گرایش به سمت مغربی‌ها دو چندان شد و جنگ بین آن‌ها شدیدتر. ترکان در این نزاع پیروز شدند. در آن هنگام بدرالجمالی حکومت عکا را در دست داشت که به خواست خلیفه در جمادی‌الاولی سال ۴۶۶ هجری به مصر آمد. او سپاه را سامان داد و به «السید الاجل امیر الجیوش» مشهور شد و اوضاع را آرام کرد.
پس از درگذشت بدرالجمالی در سال ۴۸۷ هجری، فرزندش افضل شاهنشاه اداره امور فاطمیان را به دست گرفت. چند ماه از وزارت او نگذشته بود که المستنصر از دنیا رفت و با سیاست افضل اولین انشعاب شکل گرفت. وی مانع به حکومت رسیدن نزار فرزند ارشد خلیفه شد و المستعلی بالله که شوهر خواهرش بود، را به قدرت رساند و نزار در اسکندریه توسط سپاهیان افضل کشته‌شد. در دوران خلافت الامر باحکام الله که از سال ۴۹۵ تا ۵۲۴ هجری قمری طول کشید افضل قدرت برتر مصر بود. او حکومت را به صورت موقت از قاهره به جنوب فسطاط انتقال داد و آن‌جا را دارالملک نامید و دیوان‌ها را به آن مرکز منتقل کرد. او مسیحیان را نیز در حکومت خود به کار گرفت، مثل ابوالبرکات یوحنا بن ابولیث نصرانی که در دیوان تحقیق مشغول به کار بود. افضل خود توسط یکی از غلامان خلیفه الآمر باحکام الله در شب فطر سال ۵۱۵ هجری به قتل رسید. این چنین شد که اسماعیلیه به دو قسمت تقسیم شد.
آمر در ذی‌القعده سال ۵۲۴ هجری قمری هنگامی که از گردشگاه بازمی‌گشت در سن ۳۴ سالگی به دست اسماعیلیان کشته‌شد. پس از او ابوعلی فرزند افضل به حکومت رسید. گروهی از یمنی‌ها اعتقاد داشتند آمر فرزندی به نام طیب داشته است که غایب است و این موضوع باعث انشعاب دوم شد. آن‌ها با نام طیبه خود را از مصریان جدا کردند. با تلاش دو غلام آمر به نام «جوامرد» و «برغش» عموزاده خلیفه به نام عبدالمجید به حکومت رسید. در آن زمان بهرام ارمنی که از والیان فاطمی بود به وزارت رسید. وی اولین مسیحی بود که وزارت تفویض را در دست گرفت و با در دست داشتن آن پای مسیحیان را به قاهره باز کرد.
پس از مرگ جانشین مستعلی، الامر باحکام الله در سال ۵۲۴ هجری / ۱۱۳۰ میلادی بین مستعلیان دوباره انشعاب ایجاد شد و به دو گروه طیبیه و حافظیه تقسیم شدند. طیب نام تنها فرزند الآمر بود که پس از درگذشت پدرش نامی از آن به میان نیامده و ابوالمیمون عبدالمجید که جز بزرگان فاطمی بود حکومت را به دست گرفت و به الحافظ الدین مشهور گشت. چون پدر وی امام نبود، تلاش کرد تا حکومت و رهبری خود را صحیح جلوه دهد؛ پس به انتخاب علی توسط محمد تمسک جست و این چنین رهبری خود را توجیه کرد، آن‌ها پس از حملهٔ صلاح‌الدین ایوبی به مصر نابود گشتند.

### سقوط فاطمیان
در دوران الظافر بالله، وزیران حکومت را در دست داشتند. ابن سلار قصد داشت با صلیبی‌ها بجنگد که با دشمنی وزیری دیگر کشته شد. در این فرصت بود که صلیبی‌ها بر عسقلان غلبه کردند و آخرین مناطق فاطمی در شام از دست آن‌ها خارج شد. خلیفه نیز به دست نزدیکانش به قتل رسید و فرزند ۵ ساله او به حکومت رسید. طلائع، وزیری دیگر بود که به جنگ با صلیبی‌ها توجه داشت و جنگ‌های بسیاری با آن‌ها داشت؛ او در نهایت متوجه شد که توان مقابله با دولت صلیبی را ندارد و این‌چنین برخورد دولت فاطمی با صلیبی‌ها به آخر رسید. صلاح‌الدین ایوبی، آخرین وزیر معروف فاطمیان بود او در ذی‌الحجه سال ۵۶۵ هجری قمری دستور داد «حی علی خیر العمل» را از اذان حذف کنند و خطبه به نام خلیفه عباسی خواند. وی قاضیان اسماعیلی را خلع کرد و در شب عاشورای سال ۵۶۷ هجری قمری که خلیفه فاطمی درگذشت؛ صلاح‌الدین به‌طور رسمی نام خلیفه عباسی را ذکر کرد و طرفداران فاطمیان را از دم تیغ گذراند.

## فرمانرواها
| نام فرمانروا                         | سال فرمانروایی        |
| المهدی بالله ابومحمد عبیدالله        | ۲۹۷ق/۹۰۹م             |
| القائم بامرالله ابوقاسم محمد         | ۳۲۲ق/۹۳۴م             |
| المنصور بالله ابوطاهر اسماعیل        | ۳۳۴ق/۹۴۶م             |
| المعز لدین‌الله ابوتمیم معد           | ۳۴۱ق/۹۵۳م             |
| العزیز بالله ابومنصور نزار           | ۳۶۵ق/۹۷۵م             |
| الحاکم بامرالله ابوعلی منصور         | ۳۸۶ق/۹۹۶م             |
| الظاهر لاعراز دین‌الله ابوالحسن علی   | ۴۱۱ق/۱۰۲۱م            |
| المستنصر بالله ابوتمیم معد           | ۴۲۷ق/۱۰۳۶م            |
| المستعلی بالله ابوقاسم احمد          | ۴۸۷ق/۱۰۹۴م            |
| الآمر باحکام‌الله ابوعلی منصور        | ۴۹۵ق/۱۱۰۱م            |
| الحافظ لدین‌الله ابوالمیمون عبدالمجید | ۵۲۴ق/۱۱۳۰م            |
| الظافر بامرالله ابوالمنصور اسماعیل   | ۵۴۴ق/۱۱۴۹م            |
| الفائر بنصرالله ابوقاسم عیسی         | ۵۴۹ق/۱۱۵۴م            |
| العاضدلدین‌الله ابومحمدعبدالله        | ۵۵۵ق-۵۶۷ق/۱۱۶۰م-۱۱۷۱م |